# RPA2
RPA2 (англ. Replication protein A2) – білок, який кодується однойменним геном, розташованим у людей на короткому плечі 1-ї хромосоми.  Довжина поліпептидного ланцюга білка становить 270 амінокислот, а молекулярна маса — 29 247.
| 10         |  | 20         |  | 30         |  | 40         |  | 50         |
| ---------- |  | ---------- |  | ---------- |  | ---------- |  | ---------- |
| MWNSGFESYG |  | SSSYGGAGGY |  | TQSPGGFGSP |  | APSQAEKKSR |  | ARAQHIVPCT |
| ISQLLSATLV |  | DEVFRIGNVE |  | ISQVTIVGII |  | RHAEKAPTNI |  | VYKIDDMTAA |
| PMDVRQWVDT |  | DDTSSENTVV |  | PPETYVKVAG |  | HLRSFQNKKS |  | LVAFKIMPLE |
| DMNEFTTHIL |  | EVINAHMVLS |  | KANSQPSAGR |  | APISNPGMSE |  | AGNFGGNSFM |
| PANGLTVAQN |  | QVLNLIKACP |  | RPEGLNFQDL |  | KNQLKHMSVS |  | SIKQAVDFLS |
| NEGHIYSTVD |  | DDHFKSTDAE |  |            |  |            |  |            |

A: Аланін

C: Цистеїн

D: Аспарагінова кислота

E: Глутамінова кислота

F: Фенілаланін

G: Гліцин

H: Гістидин

I: Ізолейцин

K: Лізин

L: Лейцин

M: Метіонін

N: Аспарагін

P: Пролін

Q: Глутамін

R: Аргінін

S: Серин

T: Треонін

V: Валін

W: Триптофан

Кодований геном білок за функцією належить до фосфопротеїнів. 
Задіяний у таких біологічних процесах як пошкодження ДНК, репарація ДНК, рекомбінація ДНК, реплікація ДНК, поліморфізм. 
Білок має сайт для зв'язування з ДНК. 
Локалізований у ядрі.